# Ar Horqin
Kỳ Ar Horqin (giản thể: 阿鲁科尔沁旗; phồn thể: 阿魯科爾沁旗; bính âm: Ālǔ Kē'ěrqìn Qí, Hán Việt: A Lỗ Khoa Nhĩ Thấm kỳ) là một kỳ của địa cấp thị Xích Phong, khu tự trị Nội Mông Cổ, Trung Quốc. Kỳ nằm ở phía đông khu tự trị và ấch trung tâm Xích Phong 200 kilômét (120 mi) về phía nam-tây nam. Phương ngữ Mông Cổ của khu vực kỳ không phải là phương ngữ Khorchin như tên gọi mà là phương ngữ Baarin. Trên địa bàn kỳ có tuyến Quốc lộ 303 chạy qua.

### Trấn
| - Thiên Sơn (天山镇) - Thiên Sơn Khẩu (天山口镇) - Song Thắng 双胜镇) - Khôn Đô (坤都镇) | - Ba Ngạn Hoa (巴彦花镇 - Thiệu Căn (绍根镇 - Trát Dát Tư Đài (扎嘎斯台镇 - Đạo Đức (道德镇) |

### Hương
| - Kiều Mạch Tháp Lạp (荞麦塔拉乡) - Tân Dân (新民乡) - Đông Sa Bố Đài (东沙布台乡) - Ô Lan Cáp Đạt (乌兰哈达乡) | - Tiên Phong (先峰乡) - Cương Đài (岗台乡) - Ba Ngạn Bao Đặc (巴彦包特乡) - Bạch Thành Tử (白城子乡) |

### Tô mộc
- Ba Ngạn Bao Lặc Cách (巴彦包勒格苏木)
- Ba Ngạn Ôn Đô Nhĩ (巴彦温都尔苏木)
- Hán Tô Mộc (罕苏木苏木)
- Tái Hãn Tháp Lạp (赛汉塔拉苏木)
- Sái Đạt Mộc (柴达木苏木)
- Ba Lạp Kỳ Như Đức (巴拉奇如德苏木)
- Ba Ngạn Nặc Nhĩ (巴彦诺尔苏木